# 瑪麗亞·菲利克斯
瑪麗亞·菲利克斯（María Félix，1914年4月8日—2002年4月8日）是一位墨西哥演員和歌手。她與多洛雷絲·德爾里奧和佩德羅·阿門達里斯是1940年代和50年代最著名的拉丁美洲電影明星之一。瑪麗亞·菲利克斯被認為是墨西哥電影黃金時代最美麗的女演員之一，她堅強的個性和對精緻的品味使她在職業生涯早期就獲得了「女神」（diva）稱號。
她被稱為“多娜”，這個名字來自她在《芭芭拉夫人》 （1943年）中的角色，而她的名字“María Bonita”則源於第二任丈夫阿古斯丁·拉拉專門為她創作的結婚禮物：一首讚美詩。她的演藝生涯包括在墨西哥、西班牙、法國、義大利和阿根廷拍攝的47部電影。

## 生平
2002年4月8日，瑪麗亞·菲利克斯在睡夢中去世，那天是她的88歲生日。她與兒子恩里克和父母一起被埋葬在位於墨西哥城的法國國父紀念館的家族陵墓中。2018年，谷歌用谷歌塗鴉慶祝了菲利克斯104歲生日 。2017年皮克斯電影《可可夜總會》中，菲利克斯的骨骼曾短暫出現，作為亡靈之地派對的嘉賓，與她一起的還有摔跤手魯道夫·古茲曼。